# Marga Klompé
Marga Klompé, född 1912, död 1986, var en nederländsk politiker (katolska folkpartiet). 
Hon var minister för socialt arbete mellan 1956 och 1963. Hon var den första kvinnliga ministern i Nederländerna.